# 맨저너

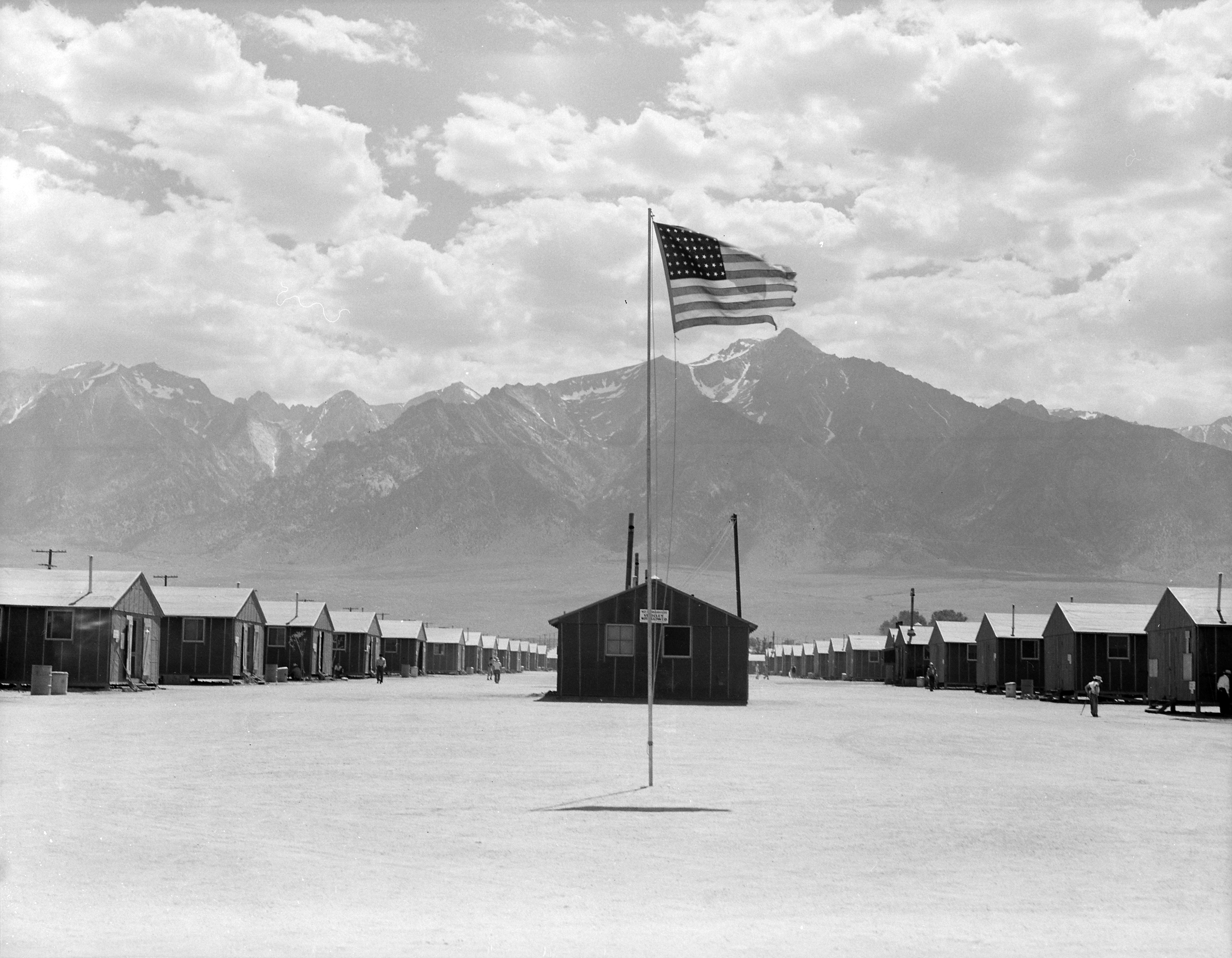
1942년 7월 3일의 맨저너

맨저너(영어: Manzanar)는 미국의 강제 수용소 중 하나로, 1942년 3월부터 1945년 11월까지 제2차 세계 대전 중에 120,000명 이상의 일본계 미국인이 수감되었다. 절정기에는 10,000명 이상의 수감자가 있었지만, 규모가 작은 수용소 중 하나였다. 캘리포니아주 오언스 밸리의 시에라네바다산맥 기슭에 위치하고, 로스앤젤레스에서 북쪽으로 약 230마일(370km) 떨어져 있다. 현재는 일본계 미국인의 강제수용에 대한 유산을 보존하고 있으며 맨저너 국립사적(Manzanar National Historic Site)이라는 이름으로 미국 국립공원청에서 10개의 수용소 중 가장 잘 보존된 곳으로 지정했다.